# Cobweb (film 2023, Stati Uniti)
Cobweb è un film horror del 2023 diretto da Samuel Bodin e sceneggiato da Chris Thomas Devlin.

## Trama
Peter Hall è un bambino terrorizzato a scuola dal bullo Brian e a casa da strani rumori provenire dal muro della sua cameretta e da dei genitori a dir poco bizzarri (es.: suo padre lo coinvolge in una derattizzazione notturna e gli fa un discorso sulle decisioni difficili che a volte bisogna prendere per tutelare la propria famiglia); inoltre, quando i suoi genitori gli vietano di fare "dolcetto o scherzetto" in quanto una ragazzina del quartiere scomparve anni prima proprio mentre girava per le case ad Halloween, lui inizia a sentire la voce di una bimba nella sua cameretta.
Quando poi la nuova supplente, la maestra Devine, va a parlare con gli Hall di un disegno in cui il bimbo chiede aiuto e lui viene espulso per aver spinto Brian dalle scale, il padre di Peter decide di punirlo chiudendolo nel seminterrato, incatenato e al buio; è così che, mentre il padre fa lavori di ristrutturazione, Devine si presenta di nuovo a casa loro e chiede di vedere Peter causando una crisi isterica nella madre - definisce Peter un miracolo giacché, secondo i medici, non avrebbe potuto aver figli. 
Il giorno dopo, i genitori di Peter lo liberano come nulla fosse e gli comunicano che da quel giorno studierà a casa poi, quella notte, la voce gli rivela di essere sua sorella Sarah, che i loro genitori l'hanno imprigionata e che la bambina scomparsa ad Halloween è stata uccisa proprio da loro perché li aveva scoperti. Peter inizialmente non crede a Sarah ma quando lei lo conduce a un teschio sepolto nel campo di zucche dietro casa, Peter telefona alla maestra però sua madre se ne accorge e glielo impedisce; è così che la donna, che ha anche scoperto il buco nel muro che permette a Peter e Sarah di parlare, promette grandi punizioni da parte di suo padre che, però, si limita a chiedergli di fare dei lavori in giardino. 
Halloween. Mentre il bullo Brian e il cugino più grande accompagnata da due amici entrano in casa Hall, Peter, su suggerimento di Sarah, avvelena i suoi genitori e libera la sorella che, rivelatasi un perfido mostro dotato di poteri sovrannaturali, inizia a uccidere uno dopo l'altro gli intrusi. Dopo la mattanza, Sarah rivela a Peter di esser stata imprigionata dai loro genitori proprio per via della sua natura mostruosa e di averlo sempre invidiato, in quanto lui era amato e, soprattutto, era libero. 
Proprio in quel momento, però, entra in casa Hall anche Devine - allarmata della telefonata ricevuta nel pomeriggio - che, con l'aiuto dello stesso Peter, riesce a imprigionare Sarah in una grata sotto la cantina anche se la ragazza afferma che questa prigione non la tratterà a lungo e che continuerà a tormentarlo.

## Produzione
La sceneggiatura del film era stata scritta molti anni prima della sua effettiva produzione: già nel 2018 era stata infatti inserita in The Black List, una lista di sceneggiature giudicate molto positivamente ma ancora non sviluppate in prodotti cinematografici o televisivi. Nel 2020 è stato annunciato che Samuel Bodlin, già noto in quanto ideatore della serie televisiva Marianne, avrebbe diretto il suo primo film: la scelta è appunto ricaduta su Cobweb. Le riprese si sono svolte a partire dal novembre dello stesso anno.

## Distribuzione
Il film è approdato nelle sale cinematografiche per un breve periodo nel luglio 2023, per poi approdare nel mercato home video a partire dall'11 agosto 2023.

## Accoglienza

### Pubblico
Il film ha incassato 2,3 milioni di dollari al botteghino.

### Critica
Sull'aggregatore Rotten Tomatoes il film riceve il 62% delle recensioni professionali positive con un voto medio di 5,9 su 10 basato su 63 critiche, mentre su Metacritic ottiene un punteggio di 50 su 100 basato su 12 critiche.